# 路德维希·图伊勒
路德维希·图伊勒（德語：Ludwig Thuille，1861年11月30日—1907年2月5日），德国作曲家，音乐教育家。生于南蒂罗尔，幼年父母双亡，在因斯布鲁克生活，后到慕尼黑从赖因贝格尔学习，并在当地任教，与理查·施特劳斯结为好友。图伊勒是一位风格比较保守的作曲家，他虽然也写有几部歌剧，但并未获得长久的成功，目前评价较高的主要是他的室内乐作品，如大提琴奏鸣曲，钢琴与管乐六重奏等。

## 外部連結
- 路德维希·图伊勒的免费乐谱，由国际乐谱典藏计划提供